# Personer i Sverige födda i Venezuela
Till personer i Sverige födda i Venezuela räknas personer som är folkbokförda i Sverige och som har sitt ursprung i Venezuela. Enligt Statistiska centralbyrån fanns det 2017 i Sverige sammanlagt cirka 1 400 personer födda i Venezuela.

## Historisk utveckling

### Födda i Venezuela
| Personer i Sverige födda i Venezuela 1950–2024 | Personer i Sverige födda i Venezuela 1950–2024 | Personer i Sverige födda i Venezuela 1950–2024 | Personer i Sverige födda i Venezuela 1950–2024 | Personer i Sverige födda i Venezuela 1950–2024 |
| --- | ---------------------------------------------- | ---------------------------------------------- | ---------------------------------------------- | ---------------------------------------------- |
| |                                                |                                                |                                                |                                                |
| År |                                                |                                                | Folkmängd                                      |                                                |
| 1950 | 1950                                           |                                                | 7                                              |                                                |
| 1960 | 1960                                           |                                                | 16                                             |                                                |
| 1970 | 1970                                           |                                                | 135                                            |                                                |
| 1980 | 1980                                           |                                                | 223                                            |                                                |
| 1990 | 1990                                           |                                                | 319                                            |                                                |
| 2000 | 2000                                           |                                                | 449                                            |                                                |
| 2001 | 2001                                           |                                                | 470                                            |                                                |
| 2002 | 2002                                           |                                                | 498                                            |                                                |
| 2003 | 2003                                           |                                                | 528                                            |                                                |
| 2004 | 2004                                           |                                                | 549                                            |                                                |
| 2005 | 2005                                           |                                                | 585                                            |                                                |
| 2006 | 2006                                           |                                                | 631                                            |                                                |
| 2007 | 2007                                           |                                                | 684                                            |                                                |
| 2008 | 2008                                           |                                                | 747                                            |                                                |
| 2009 | 2009                                           |                                                | 801                                            |                                                |
| 2010 | 2010                                           |                                                | 865                                            |                                                |
| 2011 | 2011                                           |                                                | 925                                            |                                                |
| 2012 | 2012                                           |                                                | 995                                            |                                                |
| 2013 | 2013                                           |                                                | 1 041                                          |                                                |
| 2014 | 2014                                           |                                                | 1 111                                          |                                                |
| 2015 | 2015                                           |                                                | 1 186                                          |                                                |
| 2016 | 2016                                           |                                                | 1 284                                          |                                                |
| 2017 | 2017                                           |                                                | 1 378                                          |                                                |
| 2018 | 2018                                           |                                                | 1 498                                          |                                                |
| 2019 | 2019                                           |                                                | 1 610                                          |                                                |
| 2020 | 2020                                           |                                                | 1 710                                          |                                                |
| 2021 | 2021                                           |                                                | 1 837                                          |                                                |
| 2022 | 2022                                           |                                                | 1 957                                          |                                                |
| 2023 | 2023                                           |                                                | 2 083                                          |                                                |
| 2024 | 2024                                           |                                                | 2 198                                          |                                                |
| Anm.: Befolkning den 31 december respektive år förutom åren 1960 och 1970 som avser förhållandet den 1 november och år 1980 som avser förhållandet den 15 september. |                                                |                                                |                                                |                                                |